# Circonscription proportionnelle de la Chambre des conseillers
La circonscription proportionnelle de la Chambre des conseillers (参議院比例区, Sangiin hirei-ku) est la circonscription nationale unique dans le cadre de laquelle 100 des 248 conseillers du Japon sont élus au scrutin proportionnel plurinominal. Créée en 1982, elle comprend tout le territoire de l'archipel et tous les électeurs japonais. Les conseillers sont élus pour un mandat de six ans mais renouvelables par moitié tous les trois ans. Seuls 50 des 100 sièges de la circonscription sont ainsi attribués à chaque élection.

## Histoire
Entre 1947 et 1982, 100 sièges de la Chambre des conseillers, soit 50 à chaque élection, étaient attribués par vote unique non transférable dans une seule circonscription nationale (全国区, zenkoku-ku). Les sièges restants étaient attribués selon le même système de vote dans des circonscriptions préfectorales. 
En 1982, la Diète modifie la loi électorale : les circonscriptions préfectorales restent inchangées, mais la zenkoku-ku est remplacée par une nouvelle circonscription proportionnelle (比例区, hirei-ku) unique, dont les 100 sièges sont désormais attribués au scrutin proportionnel à listes fermées. La réforme est appliquée à partir des élections de 1983 (en).
En 2000, une nouvelle réforme réduit le nombre de sièges attribués dans la circonscription proportionnelle à 96 et modifie le mode de scrutin, qui de listes fermées passe à des listes ouvertes. Dans ce type de scrutin, les électeurs peuvent voter pour un candidat en particulier en plus d'un parti. Chaque parti reçoit un nombre de sièges proportionnel au nombre de voix qu'il a obtenues, puis les candidats élus sont pris dans les listes par ordre décroissant de leurs scores personnels. En cas de vacance d'un siège, il est fait appel au candidat suivant sur la liste du parti du titulaire.
Depuis les amendements à la loi électorale du 25 juillet 2018, le nombre de conseillers élus au scrutin proportionnel s'élève de nouveau à 100 et les partis politiques peuvent donner la priorité à certains candidats dans l'attribution des sièges en les inscrivant sur des créneaux spéciaux (特定枠, tokutei-waku) en tête de liste,. 
Les candidats n'ont pas le droit de se présenter à la fois dans une circonscription préfectorale et dans la circonscription proportionnelle. 

## Résultats électoraux

### Années 2020
| Parti | Parti                           | Résultats  | Résultats | Résultats | Résultats     | Conseillers élus (50) |
| Parti | Parti                           | Voix       | %         | Sièges    | +/-           | Conseillers élus (50) |
| ----- | ------------------------------- | ---------- | --------- | --------- | ------------- | --- |
|       | Parti libéral-démocrate         | 12 808 306 | 21,64     | 12        | 6             | 1. Shōji Maitachi (ja) 2. Mamoru Fukuyama (ja) 3. Shūsaku Indō (ja) 4. Tarō Yamada (ja) 5. Shigenori Kenzaka (ja) 6. Hideki Higashino (ja) 7. Seiko Hashimoto 8. Satoshi Kamayachi (ja) 9. Haruko Arimura 10. Masahiro Ishida (ja) 11. Akiko Honda 12. Muneo Suzuki (ja) |
|       | Parti démocrate du peuple       | 7 620 492  | 12,88     | 7         | 4             | 1. Mami Tamura 2. Yoshifumi Hamano (ja) 3. Tetsuji Isozaki (ja) 4. Tatsuo Itō (ja) 5. Yasushi Adachi 6. Kōta Hirado (ja) 7. Yoshihiko Yamada (ja) |
|       | Sanseitō                        | 7 425 053  | 12,55     | 7         | 6             | 1. Mizuho Umemura 2. Yūji Adachi (ja) 3. Hiroshi Andō (ja) 4. Manabu Matsuda (ja) 5. Mana Iwamoto 6. Sen Yamanaka (ja) 7. Shōta Gotō (ja) |
|       | Parti démocrate constitutionnel | 7 397 456  | 12,50     | 7         | en stagnation | 1. Renhō 2. Makiko Kishi 3. Saori Yoshikawa 4. Shun'ichi Mizuoka (ja) 5. Masahito Ozawa (ja) 6. Ryō Kōriyama (ja) 7. Yūko Mori |
|       | Kōmeitō                         | 5 210 569  | 8,80      | 4         | 2             | 1. Daisaku Hiraki (ja) 2. Takashi Tsukasa 3. Masafumi Sasaki (ja) 4. Daijirō Harada (ja) |
|       | Parti japonais de l'innovation  | 4 375 926  | 7,39      | 4         | 4             | 1. Yukiko Kada 2. Megumi Ishii (ja) 3. Takumi Shibata (ja) 4. Hei Seki (ja) |
|       | Reiwa Shinsengumi               | 3 879 914  | 6,56      | 3         | 1             | 1. Kenji Isezaki (ja) 2. Eiko Kimura 3. Fumiyo Okuda |
|       | Parti conservateur du Japon     | 2 982 093  | 5,04      | 2         | —             | 1. Haruo Kitamura (ja) 2. Naoki Hyakuta |
|       | Parti communiste japonais       | 2 864 738  | 4,84      | 2         | 1             | 1. Akira Koike (ja) 2. Yōko Shirakawa (ja) |
|       | Team Mirai                      | 1 517 890  | 2,56      | 1         | —             | 1. Takahiro Anno (ja) |
|       | Parti social-démocrate          | 1 217 823  | 2,06      | 1         | en stagnation | 1. LaSalle Ishii |
|       | Parti anti-NHK                  | 682 626    | 1,15      | 0         | 1             | Aucun |
|       | Saisei no michi                 | 524 787    | 0,89      | 0         | —             | Aucun |
|       | Nippon Seishinkai               | 333 263    | 0,56      | 0         | —             | Aucun |
|       | Union des indépendants          | 289 222    | 0,49      | 0         | —             | Aucun |
|       | Parti réformiste japonais       | 55 232     | 0,09      | 0         | —             | Aucun |

| Parti | Parti                                   | Résultats  | Résultats | Résultats | Résultats     | Conseillers élus (50) |
| Parti | Parti                                   | Voix       | %         | Sièges    | +/-           | Conseillers élus (50) |
| ----- | --------------------------------------- | ---------- | --------- | --------- | ------------- | --- |
|       | Parti libéral-démocrate                 | 18 256 245 | 34,43     | 18        | 1             | 1. Kazuhiro Fujii (ja) 2. Daisuke Kajihara (ja) 3. Ken Akamatsu 4. Hideharu Hasegawa (ja) 5. Shigeharu Aoyama (ja) 6. Satsuki Katayama 7. Toshiyuki Adachi (ja) (2022-2024) 8. Hanako Jimi 9. Shin'ya Fujiki (ja) 10. Hiroshi Yamada (ja) 11. Rio Tomonō (ja) 12. Eriko Yamatani 13. Yoshiyuki Inoue (ja) 14. Kanehiko Shindō (ja) 15. Eriko Imai 16. Masashi Adachi (ja) 17. Masayuki Kamiya (ja) 18. Toshiyuki Ochi (ja) 19. Katsumi Ogawa (ja) (depuis 2025) |
|       | Parti japonais de l'innovation          | 7 845 995  | 14,80     | 8         | 3             | 1. Akira Ishii (ja) 2. Mitsuko Ishii (ja) 3. Akemi Matsuno (ja) 4. Kiyoshi Nakajō (ja) 5. Naoki Inose 6. Michihito Kaneko (ja) 7. Seiichi Kushida (ja) 8. Kenta Aoshima (ja) |
|       | Parti démocrate constitutionnel         | 6 771 945  | 12,77     | 7         | 1             | 1. Kiyomi Tsujimoto 2. Makoto Oniki (ja) 3. Chikage Koga (ja) 4. Shin'ichi Shiba (ja) 5. Kyōko Murata (ja) 6. Ai Aoki (ja) 7. Michihiro Ishibashi (ja) |
|       | Kōmeitō                                 | 6 181 432  | 11,66     | 6         | 1             | 1. Shinji Takeuchi (ja) 2. Shin'ichi Yokoyama (ja) 3. Masaaki Taniai (ja) 4. Tetsuya Kubota (ja) 5. Seishi Kumano (ja) (2022) 6. Isamu Ueda (ja) 7. Masaru Miyazaki (ja) (depuis 2022) |
|       | Parti communiste japonais               | 3 618 343  | 6,82      | 3         | 1             | 1. Tomoko Tamura (2022-2024) 2. Sōhei Nihi (ja) 3. Tomo Iwabuchi (ja) 4. Mikishi Daimon (ja) (depuis 2024) |
|       | Parti démocrate du peuple               | 3 159 626  | 5,96      | 3         | en stagnation | 1. Hitoshi Takezume (ja) 2. Makoto Hamaguchi (ja) 3. Takanori Kawai (ja) |
|       | Reiwa Shinsengumi                       | 2 319 156  | 4,37      | 2         | en stagnation | 1. Daisuke Tenbata (ja) 2. Hakase Suidōbashi (ja) (2022-2023) 3. Kusuo Ōshima (ja) (depuis 2023) |
|       | Sanseitō                                | 1 768 385  | 3,33      | 1         | 1             | 1. Sōhei Kamiya |
|       | Parti social-démocrate                  | 1 258 502  | 2,37      | 1         | en stagnation | 1. Mizuho Fukushima |
|       | Parti anti-NHK                          | 1 253 872  | 2,36      | 1         | en stagnation | 1. Yoshikazu Higashitani (ja) (2022-2023) 2. Ken'ichirō Saitō (ja) (depuis 2023) |
|       | Parti de la bardane                     | 193 724    | 0,37      | 0         | —             | Aucun |
|       | Parti de la réalisation du bonheur      | 148 020    | 0,28      | 0         | en stagnation | Aucun |
|       | Japon d'abord                           | 109 046    | 0,21      | 0         | —             | Aucun |
|       | Nouveau Parti Kunimori                  | 77 861     | 0,15      | 0         | —             | Aucun |
|       | Parti de la restauration - Vent nouveau | 65 107     | 0,12      | 0         | en stagnation | Aucun |

### Années 2010
| Parti | Parti                               | Résultats  | Résultats | Résultats | Résultats     | Conseillers élus (50) |
| Parti | Parti                               | Voix       | %         | Sièges    | +/-           | Conseillers élus (50) |
| ----- | ----------------------------------- | ---------- | --------- | --------- | ------------- | --- |
|       | Parti libéral-démocrate             | 17 712 373 | 35,37     | 19        | en stagnation | 1. Tōru Miki (ja) (2019-2023) 2. Yasushi Miura (ja) 3. Yoshifumi Tsuge (ja) 4. Tarō Yamada (ja) 5. Masamune Wada (ja) 6. Masahisa Satō (ja) 7. Nobuaki Satō (ja) 8. Seiko Hashimoto 9. Toshio Yamada (ja) 10. Haruko Arimura 11. Shūji Miyamoto (ja) (2019-2022) 12. Masahiro Ishida (ja) 13. Tsuneo Kitamura (ja) (2019-2021) 14. Akiko Honda 15. Seiichi Etō (ja) 16. Takashi Hanyūda (ja) 17. Masao Miyazaki (ja) 18. Akiko Santō 19. Masaaki Akaike (ja) 20. Natsumi Higa (depuis 2021) 21. Hiroshi Nakada (ja) (depuis 2022) 22. Masashi Tanaka (ja) (depuis 2023) |
|       | Parti démocrate constitutionnel     | 7 917 721  | 15,81     | 8         | —             | 1. Makiko Kishi 2. Shun'ichi Mizuoka (ja) 3. Masahito Ozawa (ja) 4. Saori Yoshikawa 5. Takashi Moriya (ja) 6. Ryūhei Kawada 7. Taiga Ishikawa 8. Genki Sudō (2019-2024) 9. Sayaka Ichii (2024) 10. Masayoshi Okumura (ja) (depuis 2024) |
|       | Kōmeitō                             | 6 536 336  | 13,05     | 7         | en stagnation | 1. Kanae Yamamoto (2019-2024) 2. Hiroshi Yamamoto (ja) 3. Kaneshige Wakamatsu (ja) 4. Yoshihiro Kawano (ja) 5. Hideki Niizuma (ja) 6. Daisaku Hiraki (ja) 7. Hiroaki Shiota (ja) 8. Jirō Takahashi (ja) (depuis 2024) |
|       | Parti japonais de l'innovation      | 4 907 844  | 9,80      | 5         | 1             | 1. Muneo Suzuki (ja) 2. Kunihiko Muroi (2019-2024) 3. Satoshi Umemura (ja) (2019-2024) 4. Takumi Shibata (ja) 5. Hirofumi Yanagase (ja) 6. Takeshi Fujimaki (ja) (depuis 2024) 7. Kazuyuki Yamaguchi (ja) (depuis 2024) |
|       | Parti communiste japonais           | 4 483 411  | 8,95      | 4         | 1             | 1. Akira Koike (ja) 2. Yoshiki Yamashita (ja) 3. Satoshi Inoue (ja) 4. Tomoko Kami |
|       | Parti démocrate du peuple           | 3 481 078  | 6,95      | 3         | —             | 1. Mami Tamura 2. Tetsuji Isozaki (ja) 3. Yoshifumi Hamano (ja) |
|       | Reiwa Shinsengumi                   | 2 280 253  | 4,55      | 2         | —             | 1. Yasuhiko Funago 2. Eiko Kimura |
|       | Parti social-démocrate              | 1 046 012  | 2,09      | 1         | en stagnation | 1. Tadatomo Yoshida (ja) (2019-2023) 2. Yūko Ōtsubaki (depuis 2023) |
|       | Parti anti-NHK                      | 987 885    | 1,97      | 1         | —             | 1. Takashi Tachibana (ja) (2019) 2. Satoshi Hamada (ja) (depuis 2019) |
|       | Club de réflexion sur l'euthanasie  | 269 052    | 0,54      | 0         | —             | Aucun |
|       | Parti de la réalisation du bonheur  | 202 279    | 0,40      | 0         | en stagnation | Aucun |
|       | Parti de l'olivier                  | 167 898    | 0,34      | 0         | —             | Aucun |
|       | Parti pour la libération du travail | 80 056     | 0,16      | 0         | —             | Aucun |

| Parti | Parti                              | Résultats  | Résultats | Résultats | Résultats     | Conseillers élus (48) |
| Parti | Parti                              | Voix       | %         | Sièges    | +/-           | Conseillers élus (48) |
| ----- | ---------------------------------- | ---------- | --------- | --------- | ------------- | --- |
|       | Parti libéral-démocrate            | 20 114 788 | 35,91     | 19        | 1             | 1. Masayuki Tokushige (ja) 2. Shigeharu Aoyama (ja) 3. Satsuki Katayama 4. Satoshi Nakanishi (ja) 5. Eriko Imai 6. Toshiyuki Adachi (ja) 7. Eriko Yamatani 8. Shin'ya Fujiki (ja) 9. Hanako Jimi 10. Kanehiko Shindō (ja) 11. Emiko Takagai (ja) (2016-2021) 12. Hiroshi Yamada (ja) 13. Motoyuki Fujii (ja) 14. Masashi Adachi (ja) 15. Takashi Uto (ja) 16. Katsumi Ogawa (ja) 17. Yoshifumi Miyajima (ja) 18. Toshiei Mizuochi (ja) 19. Shūkō Sonoda (ja) 20. Isao Takeuchi (ja) (2021-2022) |
|       | Parti démocrate progressiste       | 11 751 015 | 20,98     | 11        | —             | 1. Masao Kobayashi (ja) 2. Makoto Hamaguchi (ja) 3. Wakako Yata (ja) 4. Yoshifu Arita (ja) 5. Takanori Kawai (ja) 6. Shōji Nanba (ja) 7. Takashi Esaki (ja) 8. Masayoshi Nataniya (ja) 9. Michihiro Ishibashi (ja) 10. Kenzō Fujisue (ja) (2016-2022) 11. Shinkun Haku (ja) 12. Kaoru Tashiro (ja) (2022) |
|       | Kōmeitō                            | 7 572 960  | 13,52     | 7         | en stagnation | 1. Hiroaki Nagasawa (ja) (2016-2017) 2. Kōzō Akino (ja) 3. Shin'ichi Yokoyama (ja) 4. Seishi Kumano (ja) 5. Masaaki Taniai (ja) 6. Masayoshi Hamada (ja) 7. Masaru Miyazaki (ja) 8. Shinji Takeuchi (ja) (2017-2022) |
|       | Parti communiste japonais          | 6 016 195  | 10,74     | 5         | en stagnation | 1. Tadayoshi Ichida 2. Tomoko Tamura 3. Mikishi Daimon (ja) 4. Tomo Iwabuchi (ja) 5. Ryōsuke Takeda (ja) |
|       | Initiatives d'Osaka                | 5 153 584  | 9,20      | 4         | —             | 1. Toranosuke Katayama 2. Yoshimi Watanabe 3. Mitsuko Ishii (ja) 4. Akira Ishii (ja) |
|       | Parti social-démocrate             | 1 536 239  | 2,74      | 1         | en stagnation | 1. Mizuho Fukushima |
|       | Partie de la vie du peuple         | 1 067 301  | 1,91      | 1         | 1             | 1. Ai Aoki (ja) |
|       | Parti du cœur japonais             | 734 024    | 1,31      | 0         | —             | Aucun |
|       | Aucun parti à soutenir             | 647 072    | 1,16      | 0         | —             | Aucun |
|       | Nouveau Parti de la réforme        | 580 653    | 1,04      | 0         | 1             | Aucun |
|       | Voix de la colère du peuple        | 466 706    | 0,83      | 0         | —             | Aucun |
|       | Parti de la réalisation du bonheur | 366 815    | 0,65      | 0         | en stagnation | Aucun |

| Parti | Parti                                     | Résultats  | Résultats | Résultats | Résultats     | Conseillers élus (48) |
| Parti | Parti                                     | Voix       | %         | Sièges    | +/-           | Conseillers élus (48) |
| ----- | ----------------------------------------- | ---------- | --------- | --------- | ------------- | --- |
|       | Parti libéral-démocrate                   | 18 460 335 | 34,68     | 18        | 6             | 1. Yoshifumi Tsuge (ja) 2. Toshio Yamada (ja) 3. Masahisa Satō (ja) 4. Midori Ishii (ja) 5. Seiko Hashimoto 6. Takashi Hanyūda (ja) 7. Nobuaki Satō (ja) 8. Masaaki Akaike (ja) 9. Akiko Santō 10. Seiichi Etō (ja) 11. Masahiro Ishida (ja) 12. Haruko Arimura 13. Shūji Miyamoto (ja) 14. Kazuya Maruyama (ja) 15. Tsuneo Kitamura (ja) 16. Miki Watanabe (ja) 17. Yoshio Kimura (ja) 18. Fusae Ōta |
|       | Nouveau Kōmeitō                           | 7 568 082  | 14,22     | 7         | 1             | 1. Kanae Yamamoto 2. Daisaku Hiraki (ja) 3. Yoshihiro Kawano (ja) 4. Hiroshi Yamamoto (ja) 5. Kaneshige Wakamatsu (ja) 6. Yūichirō Uozumi (ja) 7. Hideki Niizuma (ja) |
|       | Parti démocrate du Japon                  | 7 134 215  | 13,40     | 7         | 9             | 1. Tetsuji Isozaki (ja) 2. Yoshifumi Hamano (ja) 3. Kumiko Aihara (ja) 4. Kusuo Ōshima (ja) 5. Mieko Kamimoto 6. Saori Yoshikawa 7. Toshio Ishigami (ja) |
|       | Association pour la restauration du Japon | 6 355 300  | 11,94     | 6         | —             | 1. Antonio Inoki 2. Kyōko Nakayama 3. Mitsuo Gima (ja) 4. Takeshi Fujimaki (ja) 5. Masashi Nakano (ja) 6. Kunihiko Muroi |
|       | Parti communiste japonais                 | 5 154 055  | 9,68      | 5         | 2             | 1. Akira Koike (ja) 2. Yoshiki Yamashita (ja) 3. Tomoko Kami 4. Satoshi Inoue (ja) 5. Sōhei Nihi (ja) |
|       | Parti de tous                             | 4 755 161  | 8,93      | 4         | 3             | 1. Ryūhei Kawada 2. Kazuyuki Yamaguchi (ja) 3. Michitarō Watanabe (ja) (2013-2019) 4. Yoshiyuki Inoue (ja) (2013-2019) |
|       | Parti social-démocrate                    | 1 255 235  | 2,36      | 1         | 1             | 1. Seiji Mataichi |
|       | Parti de la vie du peuple                 | 943 837    | 1,77      | 0         | —             | Aucun |
|       | Vrai Parti démocrate - Daichi             | 523 146    | 0,96      | 0         | —             | Aucun |
|       | Les Verts                                 | 457 862    | 0,86      | 0         | —             | Aucun |
|       | Vent vert                                 | 430 743    | 0,81      | 0         | —             | Aucun |
|       | Parti de la réalisation du bonheur        | 191 644    | 0,36      | 0         | en stagnation | Aucun |

| Parti | Parti                              | Résultats  | Résultats | Résultats | Résultats     | Conseillers élus (48) |
| Parti | Parti                              | Voix       | %         | Sièges    | +/-           | Conseillers élus (48) |
| ----- | ---------------------------------- | ---------- | --------- | --------- | ------------- | --- |
|       | Parti démocrate du Japon           | 18 450 139 | 31,56     | 16        | 4             | 1. Yoshifu Arita (ja) 2. Ryōko Tani 3. Masayuki Naoshima 4. Masao Kobayashi (ja) 5. Mitsuyoshi Yanagisawa (ja) 6. Michihiro Ishibashi (ja) 7. Shōji Nanba (ja) 8. Yatarō Tsuda (ja) 9. Masayoshi Nataniya (ja) 10. Takashi Esaki (ja) 11. Kenzō Fujisue (ja) 12. Toshiyuki Katō (ja) 13. Takeshi Maeda 14. Kaoru Tashiro (ja) 15. Shinkun Haku (ja) 16. Masami Nishimura (ja) |
|       | Parti libéral-démocrate            | 14 071 671 | 24,07     | 12        | 2             | 1. Satsuki Katayama 2. Yukari Satō (ja) (2010-2014) 3. Eriko Yamatani 4. Emiko Takagai (ja) 5. Junko Mihara 6. Hirohiko Nakamura (ja) (2010-2013) 7. Masashi Waki (ja) 8. Motoyuki Fujii (ja) 9. Kenji Kosaka 10. Toshiei Mizuochi (ja) 11. Takashi Uto (ja) 12. Kiyomi Akaishi (ja) 13. Tsuneo Horiuchi (ja) (2013-2016) 14. Masashi Adachi (ja) (2014-2016)                 |
|       | Parti de tous                      | 7 943 649  | 13,59     | 7         | —             | 1. Takumi Shibata (ja) 2. Katsuhiko Eguchi (ja) 3. Hiroshi Ueno (ja) (2010-2012) 4. Sukeshiro Terata (ja) 5. Jirō Ono (ja) 6. Shinji Oguma (ja) (2010-2012) 7. Fumiki Sakurauchi (ja) (2010-2012) 8. Yūichi Mayama (ja) (2012-2016) 9. Yukio Fujimaki (ja) (2012-2014) 10. Tarō Yamada (ja) (2012-2016) 11. Shigeru Tanaka (ja) (2014-2016)                                   |
|       | Nouveau Kōmeitō                    | 7 639 433  | 13,07     | 6         | 1             | 1. Kōzō Akino (ja) 2. Hiroaki Nagasawa (ja) 3. Shin'ichi Yokoyama (ja) 4. Masaaki Taniai (ja) 5. Masayoshi Hamada (ja) 6. Kiyohiro Araki (ja) |
|       | Parti communiste japonais          | 3 563 557  | 6,10      | 3         | en stagnation | 1. Tadayoshi Ichida 2. Tomoko Tamura 3. Mikishi Daimon (ja) |
|       | Parti social-démocrate             | 2 242 735  | 3,84      | 2         | en stagnation | 1. Mizuho Fukushima 2. Tadatomo Yoshida (ja) |
|       | Parti de l'aube                    | 1 232 207  | 2,11      | 1         | —             | 1. Toranosuke Katayama |
|       | Nouveau Parti de la réforme        | 1 172 395  | 2,01      | 1         | —             | 1. Hiroyuki Arai (ja) |
|       | Nouveau Parti du peuple            | 1 000 036  | 1,71      | 0         | 1             | Aucun |
|       | Parti de l'esprit japonais         | 493 620    | 0,84      | 0         | —             | Aucun |
|       | Parti des femmes                   | 414 963    | 0,71      | 0         | en stagnation | Aucun |
|       | Parti de la réalisation du bonheur | 229 026    | 0,39      | 0         | —             | Aucun |

### Années 2000
| Parti | Parti                                   | Résultats  | Résultats | Résultats | Résultats     | Conseillers élus (48) |
| Parti | Parti                                   | Voix       | %         | Sièges    | +/-           | Conseillers élus (48) |
| ----- | --------------------------------------- | ---------- | --------- | --------- | ------------- | --- |
|       | Parti démocrate du Japon                | 23 256 247 | 39,48     | 20        | 1             | 1. Kumiko Aihara (ja) 2. Saori Yoshikawa 3. Ai Aoki (ja) (2007-2009) 4. Hajime Ishii (ja) 5. Shūji Ikeguchi (ja) 6. Marutei Tsurunen 7. Mieko Kamimoto 8. Yoshirō Yokomine (ja) 9. Masashi Fujiwara (ja) 10. Takanori Kawai (ja) 11. Naoki Kazama (ja) 12. Toshiharu Todoroki (ja) 13. Kusuo Ōshima (ja) 14. Takeo Nishioka (ja) (2007-2011) 15. Azuma Konno (ja) (2007-2012) 16. Yoshinobu Fujiwara (ja) 17. Kōshin Fujitani (ja) 18. Kunihiko Muroi (2007-2013) 19. Yasuhiro Ōe (ja) (2007-2013) 20. Takashi Yamamoto (2007) 21. Hisako Ōishi (ja) (2007-2012) 22. Tadashi Hirono (ja) (2009-2013) 23. Tomoko Hata (ja) (2011-2013) 24. Kazuya Tamaki (ja) (2012-2013) 25. Yoshikazu Tarui (ja) (2012-2013) 26. Kanako Otsuji (2013) 27. Terutsugu Yamamura (ja) (2013) |
|       | Parti libéral-démocrate                 | 16 544 761 | 28,08     | 14        | 1             | 1. Yōichi Masuzoe 2. Toshio Yamada (ja) 3. Kyōko Nakayama 4. Kazuya Maruyama (ja) 5. Yoriko Kawaguchi 6. Masahisa Satō (ja) 7. Hidehisa Otsuji (ja) 8. Midori Ishii (ja) 9. Nobuaki Satō (ja) 10. Hiroyuki Yoshiie (2007-2012) 11. Seiko Hashimoto 12. Akiko Santō 13. Seiichi Etō (ja) 14. Haruko Arimura 15. Keizō Takemi (ja) (2012-2013) |
|       | Nouveau Kōmeitō                         | 7 765 329  | 13,18     | 7         | 1             | 1. Kanae Yamamoto 2. Kentarō Koba (ja) 3. Hiroshi Yamamoto (ja) 4. Kiyohiko Tōyama (2007-2008) 5. Takao Watanabe (ja) 6. Shūichi Katō 7. Yūichirō Uozumi (ja) 8. Shōzō Kusakawa (ja) (2008-2013) |
|       | Parti communiste japonais               | 4 407 933  | 7,48      | 3         | 1             | 1. Satoshi Inoue (ja) 2. Tomoko Kami 3. Yoshiki Yamashita (ja) |
|       | Parti social-démocrate                  | 2 634 714  | 4,47      | 2         | en stagnation | 1. Seiji Mataichi 2. Tokushin Yamauchi (ja) |
|       | Nouveau Parti nippon                    | 1 770 707  | 3,01      | 1         | —             | 1. Yasuo Tanaka (2007-2009) 2. Makoto Hirayama (ja) (2009-2013) |
|       | Nouveau Parti du peuple                 | 1 269 209  | 2,15      | 1         | —             | 1. Shōzaburō Jimi (ja) |
|       | Parti des femmes                        | 673 559    | 1,14      | 0         | en stagnation | Aucun |
|       | Réseau de l'article 9                   | 273 745    | 0,46      | 0         | —             | Aucun |
|       | Parti de la restauration - Vent nouveau | 170 510    | 0,29      | 0         | en stagnation | Aucun |
|       | Nouveau Parti de la coexistence         | 146 985    | 0,25      | 0         | —             | Aucun |

| Parti | Parti                                   | Résultats  | Résultats | Résultats | Résultats     | Conseillers élus (48) |
| Parti | Parti                                   | Voix       | %         | Sièges    | +/-           | Conseillers élus (48) |
| ----- | --------------------------------------- | ---------- | --------- | --------- | ------------- | --- |
|       | Parti démocrate du Japon                | 21 137 457 | 37,79     | 19        | 11            | 1. Masao Kobayashi (ja) 2. Toshiyuki Katō (ja) 3. Masamitsu Naitō (ja) 4. Satoru Ienishi (ja) 5. Mitsuyoshi Yanagisawa (ja) 6. Masayuki Naoshima 7. Masamitsu Ōishi (ja) 8. Shinkun Haku (ja) 9. Masayoshi Nataniya (ja) 10. Kenzō Fujisue (ja) 11. Shōkichi Kina (ja) 12. Yoshimitsu Takashima 13. Yatarō Tsuda (ja) 14. Kentarō Kudō (ja) 15. Yoriko Madoka (ja) 16. Atsuko Shimoda (ja) 17. Tōru Matsuoka (ja) 18. Takeshi Maeda 19. Hideo Watanabe (ja) |
|       | Parti libéral-démocrate                 | 16 797 686 | 30,03     | 15        | 5             | 1. Heizō Takenaka (2004-2006) 2. Tsukasa Akimoto 3. Kensei Hasegawa (ja) 4. Masashi Waki (ja) 5. Hidetoshi Nishijima (ja) 6. Eriko Yamatani 7. Hirohiko Nakamura (ja) 8. Shin'ya Izumi 9. Kenji Ogiwara 10. Tokio Kanō 11. Hiroyuki Arai (ja) 12. Toshiei Mizuochi (ja) 13. Akio Satō (ja) 14. Chieko Nōno 15. Yoshifumi Matsumura (ja) 16. Shinobu Kandori (ja) (2006-2010)                                                                                |
|       | Nouveau Kōmeitō                         | 8 621 265  | 15,41     | 8         | en stagnation | 1. Toshiko Hamayotsu (ja) 2. Kazuo Hirotomo (ja) 3. Masaaki Taniai (ja) 4. Kiyohiro Araki (ja) 5. Hisashi Kazuma (ja) 6. Tomoko Ukishima (ja) 7. Masayoshi Hamada (ja) 8. Yōko Wanibuchi (ja) |
|       | Parti communiste japonais               | 4 362 574  | 7,80      | 4         | en stagnation | 1. Tadayoshi Ichida 2. Akira Koike (ja) 3. Sōhei Nihi (ja) 4. Mikishi Daimon (ja) |
|       | Parti social-démocrate                  | 2 990 666  | 5,35      | 2         | 1             | 1. Mizuho Fukushima 2. Sadao Fuchigami (ja) |
|       | Parti des femmes                        | 989 882    | 1,77      | 0         | en stagnation | Aucun |
|       | Assemblée verte                         | 903 776    | 1,62      | 0         | —             | Aucun |
|       | Parti de la restauration - Vent nouveau | 128 478    | 0,23      | 0         | en stagnation | Aucun |

| Parti | Parti                                   | Résultats  | Résultats | Résultats | Résultats     | Conseillers élus (48) |
| Parti | Parti                                   | Voix       | %         | Sièges    | +/-           | Conseillers élus (48) |
| ----- | --------------------------------------- | ---------- | --------- | --------- | ------------- | --- |
|       | Parti libéral-démocrate                 | 21 114 728 | 38,57     | 20        | 6             | 1. Yōichi Masuzoe 2. Kenji Kōso (ja) (2001) 3. Atsushi Ōnita (ja) 4. Kiyoko Ono 5. Kuniomi Iwai (ja) 6. Seiko Hashimoto 7. Hidehisa Otsuji (ja) 8. Keizō Takemi (ja) 9. Shin Sakurai (ja) 10. Yukio Danmoto (ja) 11. Hirohide Uozumi (ja) 12. Kayoko Shimizu 13. Keishirō Fukushima (ja) 14. Takeshi Kondō (ja) (2001-2003) 15. Tsuneo Morimoto (ja) 16. Motoyuki Fujii (ja) 17. Akiko Santō 18. Akio Koizumi (ja) 19. Haruko Arimura 20. Sō Nakahara (ja) 21. Hiroo Nakashima (ja) (2001-2007) 22. Kimitaka Fujino (ja) (2003-2007) |
|       | Parti démocrate du Japon                | 8 990 524  | 16,42     | 8         | 4             | 1. Kyosen Ōhashi (ja) (2001-2002) 2. Masashi Fujiwara (ja) 3. Shūji Ikeguchi (ja) 4. Toshihiro Asahi (ja) 5. Hideki Wakabayashi (ja) 6. Mototaka Itō (ja) 7. Michio Satō (ja) 8. Mieko Kamimoto 9. Marutei Tsurunen (2002-2007) |
|       | Nouveau Kōmeitō                         | 8 187 805  | 14,96     | 8         | 1             | 1. Kanae Yamamoto 2. Kentarō Koba (ja) 3. Kiyohiko Tōyama 4. Shōzō Kusakawa (ja) 5. Takao Watanabe (ja) 6. Yūichirō Uozumi (ja) 7. Jun'ichi Fukumoto (ja) 8. Shūichi Katō |
|       | Parti communiste japonais               | 4 329 210  | 7,91      | 4         | 4             | 1. Tomoko Kami 2. Hideyo Fudesaka (ja) (2001-2003) 3. Satoshi Inoue (ja) 4. Haruko Yoshikawa (ja) 5. Mieko Kobayashi (ja) (2003-2007) |
|       | Parti libéral                           | 4 227 149  | 7,72      | 4         | 1             | 1. Takeo Nishioka (ja) 2. Hideaki Tamura (ja) 3. Tadashi Hirono (ja) 4. Yasuhiro Ōe (ja) |
|       | Parti social-démocrate                  | 3 628 635  | 6,63      | 3         | 1             | 1. Yōko Tajima (ja) (2001-2003) 2. Masahide Ōta 3. Seiji Mataichi 4. Hideo Den (ja) (2003-2007) |
|       | Parti conservateur                      | 1 275 002  | 2,33      | 1         | 1             | 1. Chikage Ōgi |
|       | Ligue libérale                          | 780 389    | 1,43      | 0         | en stagnation | Aucun |
|       | Club Dainiin                            | 669 873    | 1,22      | 0         | en stagnation | Aucun |
|       | Nouveau Parti - Liberté et espoir       | 474 885    | 0,87      | 0         | —             | Aucun |
|       | Parti des femmes                        | 469 692    | 0,86      | 0         | en stagnation | Aucun |
|       | Nouveau Parti socialiste                | 377 013    | 0,69      | 0         | en stagnation | Aucun |
|       | Association des indépendants            | 157 204    | 0,29      | 0         | —             | Aucun |
|       | Parti de la restauration - Vent nouveau | 59 385     | 0,11      | 0         | en stagnation | Aucun |

### Années 1990
| Parti | Parti                     | Résultats  | Résultats | Résultats | Résultats | Conseillers élus (50) |
| Parti | Parti                     | Voix       | %         | Sièges    | +/-       | Conseillers élus (50) |
| ----- | ------------------------- | ---------- | --------- | --------- | --------- | --- |
|       | Parti libéral-démocrate   | 14 128 719 | 25,17     | 14        | 1         | 1. Akito Arima 2. Masakuni Murakami (ja) (1998-2001) 3. Toshisada Oka (ja) (1998-2000) 4. Yoshihisa Ōshima (ja) 5. Daizō Nozawa (ja) 6. Issei Anan (ja) 7. Chieko Nōno 8. Akio Satō (ja) 9. Eisuke Hinode (ja) 10. Tokio Kanō 11. Tomoko Sasaki 12. Masashi Waki (ja) 13. Tsuguo Morita (ja) 14. Kimitaka Kuze (ja) 15. Tatsuo Shimizu (ja) (2000-2004) 16. Hideki Miyazaki (ja) (2001-2004)                                     |
|       | Parti démocrate du Japon  | 12 209 685 | 21,75     | 12        | —         | 1. Yōko Komiyama (ja) (1998-2003) 2. Kiyoshi Imai (ja) (1998-2002) 3. Yoriko Madoka (ja) 4. Mitsuharu Warashina (ja) 5. Masayuki Naoshima 6. Masamitsu Naitō (ja) 7. Kenji Katsuki (ja) 8. Yukiko Kawahashi (ja) 9. Kiyoshi Hasegawa (ja) 10. Yoshimitsu Takashima 11. Toshikazu Hori (ja) 12. Takenori Emoto (ja) (1998-2004) 13. Kunio Nobuta (ja) (2002-2004) 14. Akio Nakajima (2003-2004) 15. Toshikazu Higuchi (ja) (2004) |
|       | Parti communiste japonais | 8 195 078  | 14,60     | 8         | 3         | 1. Hiroshi Tachiki (ja) (1998-2001) 2. Tadayoshi Ichida 3. Emi Iwasa (ja) 4. Yoshinori Yoshioka (ja) 5. Yoshitaka Ikeda (ja) 6. Akira Koike (ja) 7. Toshiko Hayashi (ja) 8. Chikashi Koizumi (ja) 9. Mikishi Daimon (ja) (2001-2004) |
|       | Nouveau Kōmeitō           | 7 748 301  | 13,80     | 7         | —         | 1. Hiroshi Tsuruoka (ja) 2. Kunihiro Tsuzuki (ja) 3. Kōji Morimoto (ja) 4. Kiyohiro Araki (ja) 5. Hisashi Kazama (ja) 6. Tamaki Sawa (ja) (1998-2003) 7. Katsuyuki Hikasa (ja) 8. Kunio Chiba (ja) (2003-2004) |
|       | Parti libéral             | 5 207 813  | 9,28      | 5         | —         | 1. Shin'ya Izumi 2. Hajimu Irisawa (ja) 3. Sadao Hirano (ja) 4. Hideo Watanabe (ja) 5. Shigeaki Tsukihara (ja) |
|       | Parti social-démocrate    | 4 370 763  | 7,79      | 4         | 5         | 1. Mizuho Fukushima 2. Sadao Fuchigami (ja) 3. Masako Ōwaki (ja) 4. Masakazu Yamamoto (ja) |
|       | Autres partis             | 4 276 664  | 7,62      | 0         | —         | Aucun |

| Parti | Parti                     | Résultats  | Résultats | Résultats | Résultats     | Conseillers élus (50) |
| Parti | Parti                     | Voix       | %         | Sièges    | +/-           | Conseillers élus (50) |
| ----- | ------------------------- | ---------- | --------- | --------- | ------------- | --- |
|       | Shinshintō                | 12 506 322 | 30,75     | 18        | —             | 1. Reiko Ōmori (ja) 2. Chikage Ōgi 3. Yōsuke Masuda (ja) 4. Akihisa Terasaki (ja) 5. Shūichi Katō 6. Hideaki Tamura (ja) 7. Yutaka Mizushima (ja) 8. Yoshitaka Umino (ja) 9. Ryōhei Adachi (ja) 10. Kumi Tajima (ja) 11. Yamato Kogure (ja) (1995-1998) 12. Jun'ichi Fukumoto (ja) 13. Tatsuo Tomobe (ja) (1995-2001) 14. Akira Imaizumi (ja) 15. Takao Watanabe (ja) 16. Kei Hata 17. Kuniji Toda 18. Tomoichi Hoshino (ja) 19. Toshihisa Matsuzaki (ja) (1998-2001) 20. Shōsen Kanaishi (ja) (2001) |
|       | Parti libéral-démocrate   | 11 096 972 | 27,29     | 15        | 4             | 1. Keizō Takemi (ja) 2. Yutaka Okano (ja) 3. Sō Nakahara (ja) 4. Morishige Naruse (ja) 5. Michiko Ishii 6. Hidehisa Otsuji (ja) 7. Kayoko Shimizu 8. Hiroshi Ishikawa (ja) (1995-1999) 9. Tomoharu Yoda (ja) 10. Ryōtarō Sudō (ja) 11. Kunishige Kamamoto 12. Takao Koyama (ja) (1995-2001) 13. Seiko Hashimoto 14. Yoshihiko Ebihara (ja) 15. Kuniomi Iwai (ja) 16. Hiroo Nakashima (ja) (1999-2001) 17. Kakuji Yanagawa (ja) (2001)                                                                 |
|       | Parti socialiste japonais | 6 882 919  | 16,92     | 9         | 1             | 1. Kiyoko Kusakabe (ja) 2. Tatsurō Matsumae (ja) 3. Tadao Maekawa (ja) 4. Toshihiro Asahi (ja) 5. Yasuko Takemura (ja) 6. Mototaka Itō (ja) 7. Takashi Tanimoto (ja) 8. Sumiko Shimizu (ja) 9. Hisashi Kanno (ja) |
|       | Parti communiste japonais | 3 873 955  | 9,53      | 5         | 1             | 1. Atsushi Hashimoto (ja) 2. Haruko Yoshikawa (ja) 3. Miyako Sutō (ja) 4. Akira Kasai (ja) 5. Hideyo Fudesaka (ja) |
|       | Nouveau Parti pionnier    | 1 455 886  | 3,58      | 2         | —             | 1. Seiichi Mizuno (ja) 2. Akiko Dōmoto (1995-2001) 3. Chizuko Kuroiwa (ja) (2001) |
|       | Club Dainiin              | 1 282 596  | 3,15      | 1         | en stagnation | 1. Michio Satō (ja) |
|       | Autres partis             | 3 569 610  | 8,78      | 0         | —             | Aucun |

| Parti | Parti                        | Résultats  | Résultats | Résultats | Résultats     | Conseillers élus (50) |
| Parti | Parti                        | Voix       | %         | Sièges    | +/-           | Conseillers élus (50) |
| ----- | ---------------------------- | ---------- | --------- | --------- | ------------- | --- |
|       | Parti libéral-démocrate      | 14 961 199 | 32,97     | 19        | 4             | 1. Takashi Inoue (ja) 2. Kōkichi Shimoinaba (ja) 3. Masakuni Murakami (ja) 4. Yoshihisa Ōshima (ja) 5. Saburō Okabe (ja) 6. Shin'ya Izumi 7. Kōichi Fujie (ja) (1992-1993) 8. Daizō Nozawa (ja) 9. Toshisada Oka (ja) 10. Taichirō Ōgawara (ja) 11. Shigeto Nagano (ja) 12. Tatsuo Shimizu (ja) 13. Isao Matsuura (ja) 14. Kimitaka Kuze (ja) 15. Tadashi Itagaki (ja) 16. Chieko Nōno 17. Tetsuo Tanabe (ja) (1992-1995) 18. Tomoharu Tazawa (ja) 19. Yasumasa Narasaki (ja) 20. Hideki Miyazaki (ja) (1993-1998) 21. Akiko Santō (1995-1996) 22. Hitoshi Shimasaki (ja) (1996-1997) 23. Ritsuko Nagao (ja) (1997-1998) |
|       | Parti socialiste japonais    | 7 981 726  | 17,59     | 10        | 10            | 1. Mitsuharu Warashina (ja) 2. Masako Ōwaki (ja) 3. Kazumi Suzuki (ja) 4. Yukiko Kawahashi (ja) 5. Masakazu Yamamoto (ja) 6. Kazuo Oikawa (ja) 7. Tetsuo Yamaguchi (ja) 8. Sadao Fuchigami (ja) 9. Eiichi Matsumoto (ja) (1992-1994) 10. Yutaka Shitoma (ja) 11. Shigeru Kayano (1994-1998) |
|       | Kōmeitō                      | 6 415 503  | 14,14     | 8         | 2             | 1. Tadashi Ushijima (ja) 2. Kunihiro Tsuzuki (ja) 3. Naohiko Ōkubo (ja) 4. Wakako Hironaka 5. Hiroshi Tsuruoka (ja) 6. Junrō Oikawa (ja) 7. Jūji Inokuma (ja) 8. Setsuko Takeda (ja) |
|       | Nouveau Parti du Japon       | 3 617 247  | 7,97      | 4         | —             | 1. Morihiro Hosokawa (1992-1993) 2. Yuriko Koike (1992-1993) 3. Yoshio Terasawa (ja) 4. Kunitarō Takeda (ja) 5. Keizō Kojima (ja) (1993-1998) 6. Yoriko Madoka (ja) (1993-1998) |
|       | Parti communiste japonais    | 3 532 956  | 7,78      | 4         | en stagnation | 1. Hiroshi Tachiki (ja) 2. Hiroshi Kikunami (ja) 3. Yoshinori Yoshioka (ja) 4. Masaharu Udō (ja) |
|       | Parti démocrate socialiste   | 2 255 423  | 4,97      | 3         | 1             | 1. Masayuki Naoshima 2. Kenji Katsuki (ja) 3. Kiyoshi Hasegawa (ja) |
|       | Parti du sport et de la paix | 1 375 791  | 3,03      | 1         | en stagnation | 1. Takenori Emoto (ja) |
|       | Club Dainiin                 | 1 321 639  | 2,91      | 1         | en stagnation | 1. Yukio Aoshima (1992-1995) 2. Toshiaki Yamada (ja) (1995-1998) |
|       | Autres partis                | 3 921 722  | 8,64      | 0         | —             | Aucun |

### Années 1980
| Parti | Parti                        | Résultats  | Résultats | Résultats | Résultats     | Conseillers élus (50) |
| Parti | Parti                        | Voix       | %         | Sièges    | +/-           | Conseillers élus (50) |
| ----- | ---------------------------- | ---------- | --------- | --------- | ------------- | --- |
|       | Parti socialiste japonais    | 19 688 252 | 35,05     | 20        | 11            | 1. Tatsurō Matsumae (ja) 2. Manae Kubota (ja) 3. Masao Kunihiro (ja) 4. Kiyoko Kusakabe (ja) 5. Ryōichi Yasutsune (ja) 6. Akira Ōmori (ja) 7. Sango Satō (ja) 8. Hideo Yasunaga (ja) 9. Akiko Dōmoto 10. Takashi Tanimoto (ja) 11. Atsushi Akiyama (ja) 12. Sumiko Shimizu (ja) 13. Tetsuo Kitamura (ja) 14. Hisashi Kanno (ja) 15. Miyoko Hida 16. Ataru Shōji (ja) 17. Seijun Murata (ja) 18. Toshikazu Hori (ja) 19. Masatoshi Itō (ja) 20. Hisae Mitsuishi |
|       | Parti libéral-démocrate      | 15 343 455 | 27,32     | 15        | 7             | 1. Kayoko Shimizu 2. Eita Yashiro (ja) 3. Yutaka Okano (ja) 4. Kenji Yamaoka (ja) (1989-1993) 5. Shōhei Inoue (ja) 6. Hiroshi Ishikawa (ja) (1989-1994) 7. Ryōtarō Sudō (ja) 8. Morishige Naruse (ja) 9. Hōhei Ōhama (ja) 10. Hidehisa Otsuji (ja) 11. Yamato Kogure (ja) 12. Michiko Ishii 13. Hideaki Tamura (ja) 14. Tomoo Ie (ja) 15. Kakuji Yanagawa (ja) 16. Chikage Ōgi (1993-1995) 17. Kōji Masuoka (ja) (1994-1995)                                   |
|       | Kōmeitō                      | 6 097 971  | 10,86     | 6         | 1             | 1. Eimatsu Takakuwa (ja) 2. Tamako Nakanishi (ja) 3. Takayoshi Wada (ja) 4. Teiko Karita (ja) 5. Yoshimi Nakagawa (ja) 6. Katsuyasu Tsunematsu (ja) |
|       | Parti communiste japonais    | 3 954 408  | 7,04      | 4         | 1             | 1. Shōichi Ichikawa (ja) 2. Atsushi Hashimoto (ja) 3. Haruko Yoshikawa (ja) 4. Toshiko Hayashi (ja) |
|       | Parti démocrate socialiste   | 2 726 419  | 4,85      | 2         | 1             | 1. Ryōhei Adachi (ja) 2. Akihisa Terasaki (ja) |
|       | Club Dainiin                 | 1 250 022  | 2,23      | 1         | en stagnation | 1. Yutaka Shimomura (ja) |
|       | Parti des taxes              | 1 179 939  | 2,10      | 1         | en stagnation | 1. Yoshimi Yokomizo (ja) (1989-1990) 2. Tomoichi Hoshino (ja) (1990-1995) |
|       | Parti du sport et de la paix | 993 989    | 1,77      | 1         | —             | 1. Antonio Inoki |
|       | Autres partis                | 4 936 873  | 8,79      | 0         | —             | Aucun |

| Parti | Parti                      | Résultats  | Résultats | Résultats | Résultats     | Conseillers élus (50) |
| Parti | Parti                      | Voix       | %         | Sièges    | +/-           | Conseillers élus (50) |
| ----- | -------------------------- | ---------- | --------- | --------- | ------------- | --- |
|       | Parti libéral-démocrate    | 22 132 573 | 38,58     | 22        | 3             | 1. Iichirō Hatoyama 2. Yūji Osada (ja) 3. Keizō Sekiguchi (ja) 4. Taichirō Ōgawara (ja) 5. Kōkichi Shimoinaba (ja) 6. Masakuni Murakami (ja) 7. Daizō Nozawa (ja) 8. Takashi Inoue (ja) 9. Kiyoshi Kajiwara (ja) 10. Saburō Okabe (ja) 11. Tadashi Itagaki (ja) 12. Tomoharu Tazawa (ja) 13. Hiroshi Okada (ja) 14. Yoshiko Ōtaka 15. Akiko Santō 16. Eizaburō Saitō (ja) 17. Isao Matsuura (ja) 18. Hideki Miyazaki (ja) 19. Kimitaka Kuze (ja) 20. Masami Tanaka (ja) 21. Shigeto Nagano (ja) 22. Teru Miyata (ja) (1986-1990) 23. Kōichi Yamaguchi (ja) (1990-1992) |
|       | Parti socialiste japonais  | 9 869 088  | 17,20     | 9         | en stagnation | 1. Tomoyuki Fukuma (ja) 2. Tetsu Noda (ja) 3. Kazumi Suzuki (ja) 4. Eiichi Matsumoto (ja) 5. Masakazu Yamamoto (ja) 6. Kazuo Oikawa (ja) 7. Tetsuo Yamaguchi (ja) 8. Kunji Tabuchi (ja) 9. Terumi Kasuya (ja) |
|       | Kōmeitō                    | 7 438 501  | 12,97     | 7         | 1             | 1. Wakako Hironaka 2. Keisuke Shiode (ja) (1986-1990) 3. Atsuo Ōta (ja) 4. Hiroshi Tsuruoka (ja) 5. Tetsuzō Nakano (ja) 6. Jūji Inokuma (ja) 7. Junrō Oikawa (ja) 8. Yūkichi Hariu (ja) (1990-1992) |
|       | Parti communiste japonais  | 5 430 838  | 9,47      | 5         | en stagnation | 1. Hiroshi Tachiki (ja) 2. Ikuko Yamanaka (ja) 3. Chūkō Kondō (ja) 4. Yoshinori Yoshioka (ja) 5. Hiroshi Isayama (ja) |
|       | Parti démocrate socialiste | 3 940 325  | 6,87      | 3         | 1             | 1. Kōichirō Hashimoto (ja) 2. Tetsuya Tabuchi (ja) 3. Kenji Katsuki (ja) |
|       | Parti des taxes            | 1 803 051  | 3,14      | 1         | 1             | 1. Hajime Akiyama (ja) |
|       | Nouveau Parti des salariés | 1 759 484  | 3,07      | 1         | 1             | 1. Kiyoshi Hirano (ja) |
|       | Club Dainiin               | 1 455 532  | 2,54      | 1         | en stagnation | 1. Yukio Aoshima (1986-1989) 2. Taku Izumi (ja) (1989-1992) 3. Toshiaki Yamada (ja) (1992) |
|       | Nouveau Club libéral       | 1 367 291  | 2,38      | 1         | en stagnation | 1. Tokuma Utsunomiya (ja) |
|       | Autres partis              | 2 166 059  | 3,78      | 0         | —             | Aucun |

| Parti | Parti                      | Résultats  | Résultats | Résultats | Conseillers élus (50) |
| Parti | Parti                      | Voix       | %         | Sièges    | Conseillers élus (50) |
| ----- | -------------------------- | ---------- | --------- | --------- | --- |
|       | Parti libéral-démocrate    | 16 441 437 | 35,33     | 19        | 1. Masatoshi Tokunaga (ja) 2. Kentarō Hayashi (ja) 3. Matazō Kajiki (ja) 4. Yutaka Okano (ja) 5. Kiyoshi Takeuchi (ja) (1983-1984) 6. Tomoo Ie (ja) 7. Toshihiko Yano (ja) 8. Kōji Masuoka (ja) 9. Makoto Yoshimura (ja) 10. Tsuruzō Kaieda (ja) 11. Raishirō Koga (ja) 12. Hōei Ōhama (ja) 13. Shigeru Ishimoto (ja) 14. Kenji Yamaoka (ja) 15. Aiko Anzai (ja) 16. Chikage Ōgi 17. Kakuji Yanagawa (ja) 18. Masao Horie (ja) 19. Hirohisa Fujii (1983-1986) 20. Michiko Ishii (1984-1989) 21. Hiroko Terauchi (ja) (1986-1989) |
|       | Parti socialiste japonais  | 7 590 331  | 16,31     | 9         | 1. Akira Nakamura (ja) 2. Manae Kubota (ja) 3. Tatsurō Matsumae (ja) 4. Akira Ōmori (ja) 5. Shōgo Ōki (ja) 6. Ryōichi Yasutsune (ja) 7. Sango Satō (ja) 8. Atsushi Akiyama (ja) 9. Hideo Yasunaga (ja) |
|       | Kōmeitō                    | 7 314 465  | 15,72     | 8         | 1. Kōji Fushimi 2. Shōgo Tada (ja) 3. Tamako Nakanishi (ja) 4. Eimatsu Takakuwa (ja) 5. Takayoshi Wada (ja) 6. Teiko Karita (ja) 7. Akira Nakano (ja) 8. Tadao Iida (ja) |
|       | Parti communiste japonais  | 4 163 877  | 8,95      | 5         | 1. Kenji Miyamoto 2. Shōichi Ichikawa (ja) 3. Kyōko Shimoda (ja) 4. Atsushi Hashimoto (ja) 5. Haruko Yoshikawa (ja) |
|       | Parti démocrate socialiste | 3 888 429  | 8,36      | 4         | 1. Yoshihiko Seki (ja) 2. Takuji Kuribayashi (ja) 3. Tsuneo Fujii (ja) 4. Renzō Yanagisawa (ja) |
|       | Nouveau Parti des salariés | 1 999 244  | 4,30      | 2         | 1. Shigeru Aoki (ja) 2. Daisuke Yagi (ja) |
|       | Parti du bien-être         | 1 577 630  | 3,39      | 1         | 1. Eita Yashiro (ja) |
|       | Nouveau Club libéral       | 1 239 169  | 2,66      | 1         | 1. Hideo Den (ja) |
|       | Club Dainiin               | 1 142 349  | 2,45      | 1         | 1. Akiyuki Nosaka (1983) 2. Yutaka Shimomura (ja) (1983-1989) |
|       | Autres partis              | 1 179 997  | 2,54      | 0         | Aucun |